# أندرو ماسترسون
أندرو ماسترسون (بالإنجليزية: Andrew Masterson)‏ (1961 في المملكة المتحدة)؛ روائي أسترالي.